# Жю-Беллок
Жю-Белло́к (фр. Jû-Belloc) — коммуна во Франции, находится в регионе Юг — Пиренеи. Департамент — Жер. Входит в состав кантона Плезанс. Округ коммуны — Миранд.
Код INSEE коммуны — 32163.

## География

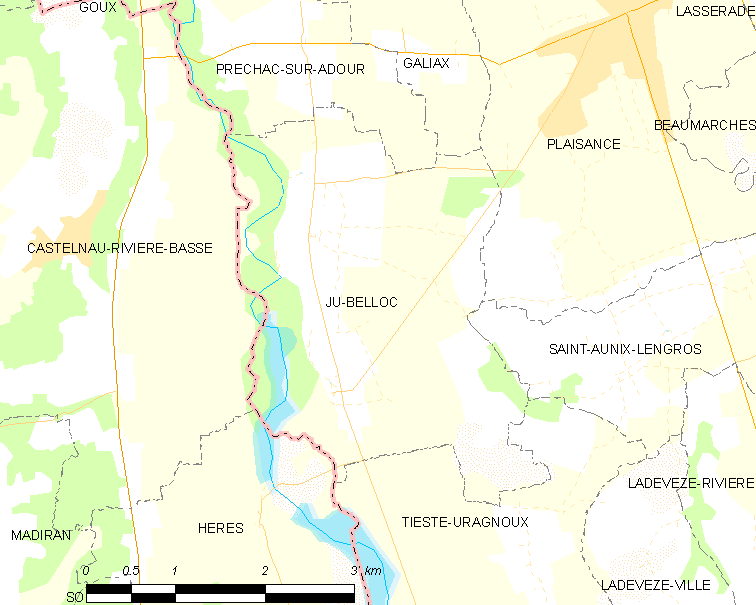
Карта коммуны

Коммуна расположена приблизительно в 620 км к югу от Парижа, в 120 км западнее Тулузы, в 50 км к западу от Оша.
По территории коммуны протекают реки Адур и Лас и проходит канал Аларик.

## Климат
Климат умеренно-океанический. Лето жаркое и немного дождливое, температура часто превышает 35 °С. Зимой часто бывает отрицательная температура и ночные заморозки. Годовое количество осадков — 700—900 мм.

## Население
Население коммуны на 2010 год составляло 317 человек.
| 1962 | 1968 | 1975 | 1982 | 1990 | 1999 | 2010 |
| ---- | ---- | ---- | ---- | ---- | ---- | ---- |
| 335  | 336  | 300  | 303  | 263  | 305  | 317  |

## Администрация
| Период | Период | Фамилия  | Партия | Примечания |
| ------ | ------ | -------- | ------ | ---------- |
| 2001   | 2020   | Ален Пес |        |            |

## Экономика
В 2010 году среди 192 человек трудоспособного возраста (15-64 лет) 129 были экономически активными, 63 — неактивными (показатель активности — 67,2 %, в 1999 году было 64,2 %). Из 129 активных жителей работали 113 человек (65 мужчин и 48 женщин), безработных было 16 (5 мужчин и 11 женщин). Среди 63 неактивных 9 человек были учениками или студентами, 26 — пенсионерами, 28 были неактивными по другим причинам.